# Rivière de Saint-Godefroi
Pour les articles homonymes, voir Saint-Godefroi.
La rivière de Saint-Godefroi coule dans les municipalités de Saint-Godefroi et de Hope Town, dans la municipalité régionale de comté (MRC) Bonaventure, dans la région administrative de la Gaspésie-Îles-de-la-Madeleine, au Québec, au Canada.
La "rivière de Saint-Godefroi" est un affluent de la rive Nord de la Baie-des-Chaleurs ; cette dernière s'ouvre à son tour vers l'Est sur le golfe du Saint-Laurent.

## Géographie
La "rivière de Saint-Godefroi" prend sa source de ruisseaux à la limite des municipalités de Shigawake et de Saint-Godefroi. Cette source est située sur le versant Ouest de la ligne de départage des eaux ; la rivière Shigawake drainant le versant Est, la rivière à Eusèbe le versant Ouest et la Petite rivière Port-Daniel le versant Nord-Est. Le cours de la « rivière de Saint-Godefroi » coule plus ou moins en parallèle du côté Ouest de la rivière Shigawake.
Cette source de la rivière est située à :
- 1,4 km au Nord-Ouest du hameau de Huard, situé dans la partie Ouest de la municipalité de Saint-Godefroi ;
- 7,0 km au Nord du pont de la route 132 qui enjambe l’embouchure de la « Rivière de Saint-Godefroi », au village de Shigawake ;
- 9,4 km au Nord du pont de la route 132 qui enjambe l’embouchure de la « Rivière de Saint-Godefroi », au Nord-Est du village de Hope Town.

À partir de sa source, la "Rivière de Saint-Godefroi" coule sur 12,1 km d'abord vers le Sud dans une plaine, répartis selon les segments suivants :
- 5,0 km vers le Sud, jusqu'au chemin du 3e rang de la municipalité de Saint-Godefroi ;
- 0,4 km vers le Sud-Ouest jusqu'à la route de l'Église ;
- 1,0 km vers le Sud-Ouest, jusqu’à la confluence du ruisseau John Laroque ;
- 1,0 km vers le Sud, jusqu'à la confluence de la rivière à Eusèbe ;
- 1,6 km vers le Sud, jusqu'à la limite de la municipalité de Hope Town ;
- 1,5 km vers le Sud, jusqu'au chemin ferroviaire du Canadien National ;
- 1,6 km vers le Sud, jusqu'à la confluence de la rivière[2].

La "rivière de Saint-Godefroi" se déverse sur la rive Nord d'une petite baie près du hameau de Gignac. Cette baie de la rive Nord de la Baie-des-Chaleurs que le courant traverse sur 0,2 km vers le Sud. L'embouchure de cette baie est situé sous le pont de la route 132 qui est situé sur la rive nord de la Baie-des-Chaleurs.
La confluence de la rivière est située à :
- 2,6 km au Nord-Est du centre du village de Hope Town ;
- 0,5 km au Nord-Est du pont de la sortie du barachois voisin ;
- 4,6 km au Sud-Ouest de la confluence de la rivière Shigawake.

## Toponymie
Le toponyme "rivière de Saint-Godefroi" a été officialisé le 7 avril 1983 à la Commission de toponymie du Québec.